# Такиле
Такиле (исп. Taquile) — остров на озере Титикака, входящий в состав Перу и расположенный в 45 километрах от прибрежного города Пуно. На острове длиной 5,5 и шириной 1,6 километра проживает, по разным оценкам, от 1700 до 2500 человек. Самая высокая точка острова поднимается на 4050 метров над уровнем моря, главная деревня острова находится на высоте 3950 метров над уровнем моря. Жители острова, известные как такильцы (исп. Taquileños), говорят на языке кечуа.
Такиле, на языке кечуа называемый Intika, в древности был заселён носителями культуры Тиауанако. С XIII века входил в состав империи инков, и на острове остались руины зданий инков. Остров был одним из последних мест в Перу, подвергшихся испанской колонизации. Он был завоёван во время правления короля Карла V в 1580 году, став владением графа Родриго де Такиле, которому и обязан своим нынешним названием. Испанцы запретили местным жителям носить традиционную одежду, в связи с чем те начали использовать испанские крестьянские платья, которые остаются их национальными костюмами и по сей день. В 1930-х годах остров служил тюрьмой, после 1937 года тюрьма была ликвидирована.
Такильцы управляют своей небольшой общиной на основе принципов коллективизма и морального кодекса инков ama sua, ama llulla, ama qhilla (что можно перевести с кечуа как «не укради, не лги, не ленись»). Местная экономика основана на рыболовстве, сельском хозяйстве и садоводстве с доминированием культивирования картофеля, а также индустрии туризма: каждый год остров посещают около 40000 туристов. Более всего такильцы известны благодаря своему искусству ткачества. Они выделывают текстиль и одежду, продукция их ремесла в Перу считается весьма высокого качества. Ткаческим ремеслом на Такиле занимаются главным образом мужчины. В 2005 году остров и его ткаческое искусство занесены в Список нематериального культурного наследия человечества ЮНЕСКО.
Остров Такиле имеет свою собственную радиостанцию и оснащён генераторами, хотя островитяне решили отказаться от них в пользу солнечных батарей. На острове нет дорог и транспортных средств, нет ни одного отеля, полиции, а также кошек или собак. Полиции нет по причине отсутствия краж и иных преступлений на острове из-за следования моральному кодексу, а кошки и собаки считаются здесь деликатесами. Их присутствие на острове возможно, но на это требуется специальное разрешение. Остров имеет множество особых культурных традиций, специфическую кухню и, по сути, собственную религию, представляющую собой смесь католицизма с элементами традиционных верований.